# Trabitz
Trabitz település Németországban, azon belül Bajorországban. Lakosainak száma 1341 fő (2023. december 31.).

## Népesség
A település népessége az elmúlt években az alábbi módon változott:
| Lakosok száma | 1383 | 1366 | 1300 | 1295 | 1298 | 1289 | 1269 | 1293 | 1303 | 1341 |
|               | 1975 | 1987 | 2012 | 2013 | 2014 | 2016 | 2017 | 2019 | 2022 | 2023 |